# Rugrats: Vacaciones Salvajes
Rugrats: Vacaciones Salvajes (Rugrats Go Wild en su idioma original) es una película animada de Nickelodeon que es un crossover entre dos populares series de televisión animadas Rugrats: Aventuras en pañales y Los Thornberrys. Fue producida por Klasky Csupo. Estrenada en cines el 13 de junio de 2003 por Paramount Pictures y Nickelodeon Movies en Estados Unidos.
Esta película es la tercera y última entrega de Rugrats en París: La película de 2000 y la secuela de Los Thornberrys: La película de 2002.

## Sinopsis
En el universo de ficción de los Rugrats, los protagonistas y sus padres están en un destartalado barco que el padre de Tommy, Stu (Hugo en Latinoamérica), ha alquilado en el Mar de China Meridional. El barco se hunde, lo que les deja abandonados en una pequeña isla. En la misma isla, pero del otro lado, se encuentra la famosa familia trotamundos, los Thornberrys, que están ahí para filmar la pantera nebulosa.
Los bebés comienzan a buscar a la familia ya que creen que estarán en la isla (como se ve al inicio de la película, Nigel es el ídolo de Tommy). En algún lugar del camino, Chuckie (Carlitos en Hispanoamérica) se pierde y se encuentra con el niño salvaje de los Thornberrys, Donnie.
Mientras tanto, Eliza Thornberry está explorando la selva y se encuentra con Spike (Firuláis), el perro de Rugrats. Ya que Eliza puede hablar con los animales, Spike le dice que los niños están perdidos en algún lugar de la isla. Mientras tanto Nigel encuentra a los bebés perdidos. Él intenta llevarlos de regreso con sus padres, pero sufre un accidente y un coco le pega en la cabeza, provocándole amnesia.
Angélica (que ahora se hace llamar "Angelikiti, la princesa de la isla") se encuentra con Debbie, la hija adolescente de los Thornberry, y se va con ella en la casa rodante todoterreno causando daños.
Susie Carmichael aparece en esa película con una cámara fotográfica aunque sus padres no se encuentran en el viaje. Firuláis jamás volver a perder mis Bebés. Al final, las dos familias se reencuentran. Durante los créditos de la película, se pueden ver fotos de las familias en el Crucero Lipschitz.

## Argumento
Los Rugrats se van de safari imaginario: Tommy imita a Nigel Thornberry, su modelo a seguir, y parodia su programa de naturaleza. Los bebés y sus familias están a punto de irse de vacaciones en un crucero tropical, cortesía del padre de Tommy, Stu. Al llegar al muelle para partir, descubren que, en realidad, ha alquilado un barco destartalado para sus verdaderas vacaciones. Las familias están enfadadas porque Stu no les consultó sobre sus planes, y durante el viaje, el barco vuelca debido a una ola gigante durante una tormenta tropical. Todos se ven obligados a abandonar el barco y subirse a una balsa salvavidas mientras el barco se hunde, y el grupo culpa a Stu.
A la mañana siguiente, llegan a una pequeña isla aparentemente deshabitada en el Mar de China Meridional. Al otro lado de la isla se encuentra la famosa familia trotamundos, los Thornberry, que buscan filmar una pantera nebulosa. Los niños, excepto Angélica, parten en busca de Nigel para que les ayude a volver a casa, ya que sospechan que está en algún lugar de la isla. En el camino, Chuckie se pierde y se encuentra con Donnie Thornberry, quien le roba la ropa, obligando a Chuckie a usar los pantalones cortos de Donnie.
Mientras tanto, Eliza Thornberry explora la selva con Darwin, su compañero chimpancé, y se encuentra con Spike, el perro de los Pickles. Como Eliza puede hablar con los animales, se oye hablar a Spike; le informa que sus bebés están perdidos en algún lugar de la isla. Creyendo que Spike quiere decir que busca cachorros, Eliza y un reticente Darwin acceden a ayudarlo a encontrarlos. Tras un encuentro cercano con Siri, una pantera nebulosa enfadada, descubren que se refería a bebés humanos.
Simultáneamente, Nigel encuentra a los bebés perdidos. Se dirige hacia ellos, pero termina rodando por una colina y sufre amnesia después de que un coco le cae en la cabeza, lo que lo devuelve a su estado de tres años. Se encuentran con Siri, pero Donnie la defiende; Chuckie lo encuentra y se intercambian la ropa. Tras escapar de Siri en un cochecito a toda velocidad, la pandilla aterriza en un cráter. Angélica se encuentra con Debbie Thornberry y huye con ella en el vehículo de comunicación móvil multiusos de los Thornberry (commvee). Para regresar más rápido, Angélica roba la batisfera de los Thornberry y hunde accidentalmente el commvee al intentar pilotarlo. Consigue encontrar y recuperar a los bebés y a Nigel.
Mientras tanto, Stu ha logrado crear una radio de coco funcional. Él y los otros padres se encuentran con Donnie. Tras perseguirlo por la playa, se encuentran con Marianne Thornberry. La radio de coco de Stu capta a los bebés, ya que Angélica encendió accidentalmente la radio de la batisfera. Angélica y Susie, mientras luchan por controlarla, estrellan la batisfera en el fondo del océano. Nigel se golpea la cabeza en el choque y vuelve a la normalidad. Stu idea un plan para recuperar el commvee, y Marianne usa el sistema de recuperación automática para rescatar a Nigel y a los bebés justo cuando se agota el oxígeno.
Los bebés y Nigel se reúnen con sus respectivas familias, Stu recibe las gracias y el perdón, y todos suben al crucero que originalmente deseaban. Los Thornberry también se unen a ellos, decidiendo que deberían tomarse unas vacaciones, para alegría de Debbie, y Spike jura no volver a perder a sus bebés.

## Reparto
| Personaje             | Actor de voz original | Actor de doblaje Hispanoamérica | Actor de doblaje España |
| --------------------- | --------------------- | ------------------------------- | ----------------------- |
| Rugrats               |                       |                                 |                         |
| Tommy Pickles         | Elizabeth Daily       | Maggie Vera                     | Sandra Jara             |
| Dil Pickles           | Tara Strong           | Rocío Garcel                    | Blanca Rada             |
| Susie Carmichael      | Cree Summer           | Rocío Garcel                    | Ana Plaza               |
| Charlie Finster       | Nancy Cartwright      | Liliana Barba                   | Amelia Jara             |
| Kimi Watanabe-Finster | Dionne Quan           | Leyla Rangel                    | Elena Ruiz              |
| Fil DeVille           | Kath Soucie           | Rossy Aguirre                   | Mercedes Espinosa       |
| Lil DeVille           | Kath Soucie           | Mayra Arellano                  | Marta Sainz             |
| Angelica Pickles      | Cheryl Chase          | Patricia Acevedo                | Blanca Rada             |
| Angelica Pickles      | Cheryl Chase          | Maggie Vera (voz cantada)       | Blanca Rada             |
| Didi Pickles          | Melanie Chartoff      | Mónica Manjarrez                | Mabel Escaño            |
| Stu Pickles           | Jack Riley            | Gerardo Reyero                  | José Frías              |
| Lou Pickles           | Joe Alaskey           | Alejandro Villeli               | Alfredo Belinchón       |
| Carlos Finster        | Michael Bell          | Jorge Roig                      | Francisco Grijalvo      |
| Julio Pickles         | Michael Bell          | Alejandro Mayén                 | Jesús Barreda           |
| Kira Watanabe Finster | Julia Kato            | Gaby Willer                     | María del Mar Jorcano   |
| Carlota               | Tress MacNeille       | Loretta Santini                 | Ana Plaza               |
| Ulises DeVille        | Phil Proctor          | José Antonio Macías             | José Núñez              |
| Betty DeVille         | Kath Soucie           | Sylvia Garcel                   | Mercedes Espinosa       |
| Spike                 | Bruce Willis          | Facundo Gómez                   | José Mota               |
| Insertos / Letreros   | N/D                   | Jorge Roig                      | ¿?                      |
| Los Thornberrys       |                       |                                 |                         |
| Eliza Thornberry      | Lacey Chabert         | Yensi Rivero                    | Cristina Yuste          |
| Debbie Thornberry     | Danielle Harris       | Edylu Martínez                  | Milagros Fernández      |
| Darwin                | Tom Kane              | Rubén León                      | Juan D'Ors              |
| Marianne Thornberry   | Jodi Carlisle         | Citlalli Godoy                  | Mayte Tajadure          |
| Nigel Thornberry      | Tim Curry             | Esteban García                  | Antonio Villar          |
| Donnie Thornbery      | Flea                  | Astrid Fernández                | ¿?                      |
| Otros personajes      |                       |                                 |                         |
| Dr. Lipschitz         | Tony Jay              | César Árias                     | Juan Rueda              |
| Siri                  | Chrissie Hynde        | Magda Giner                     | Alba Sola               |
| Operadora             | -                     | Ana Patricia Hannides           | ¿?                      |

## Producción
Rugrats Go Wild fue presentada originalmente por Klasky Csupo unidad de televisión, (dirigido por Mark Risley y escrito por Kate Boutilier), pero después de un éxito de cribado, Paramount decidió que debería ser dejado de lado y rehacer en un largometraje. La versión de televisión, un especial de 90 minutos, todavía existe en algún lugar de la Klasky Csupo / Nickelodeon bóvedas.
Entre los mayores bombo fue recibido esta película Bruce Willis expresar Spike, y el uso de "Odorama" tarjetas para mejorar la experiencia visual, y Blockbuster, Burger King lanzó un cero y rastrear el pedazo de cartón que iba a ser rayado e inhalados durante la fase de la película.
Hubo muchas quejas, sin embargo, que la única cosa que la "Odorama" tarjetas se olía a cartón. La tarjeta se Odorama algunos de lo que un homenaje a John Waters película de poliéster. A pesar del homenaje, Aguas sentía que él era robado y se dieron cuenta de que New Line Cinema, el estudio que se publicaron de poliéster, no renovar los derechos de autor para Odorama. Luego dijo que "un cheque hubiera sido un homenaje". 
Principios de los remolques de la película dan el título Los Rugrats Conoce El Wild Thornberrys Movie.

## Crítica
La película fue estrenada en junio de 2003 y recibió comentarios mixtos por parte de la crítica cinematográfica. Rugrats Go Wild posee un 40% de comentarios positivos en el sitio web Rotten Tomatoes, y debutó en el cuarto puesto la taquilla, y terminó en cifras brutas aproximadamente $ 39 millones, aproximadamente la misma cantidad que la película de los Thornberrys.
La película recaudó 39.402.572 de dólares en Estados Unidos y 55.405.466 en todo el mundo, por lo que es una decepción de taquilla en comparación con las otras 2 películas. Sin embargo, se ganó el dinero suficiente para cubrir su presupuesto de $ 25 millones.
La taquilla se mostró decepcionada, como parte de los resultados de la caída de la fama de los Rugrats a mediados de 2000, convirtiéndolo en un moderado fracaso en taquilla del 2003.

## Banda sonora
- Track listing
- "Message in a Bottle" - American Hi-Fi - 4:12
- "Big Bad Cat" - Chrissie Hynde - 3:15
- "She's on Fire" - Train - 3:50
- "Island Princess" - Cheryl Chase - 2:32
- "Lizard Love" - Aerosmith - 4:35
- "Ready to Roll" - Flashlight Brown - 2:51
- "The Morning After" - Cheryl Chase - 3:22
- "Atomic Dog" - Geroge Clinton - 4:45
- "Dresses and Shoes (Precious & Few)" - Cheryl Chase - 3:28
- "Should I Stay or Should I Go" - The Clash - 3:09
- "Lust for Life" - Bruce Willis - 3:43
- "Phil's Diapey's Hanging Low" - Tim Curry - 3:01
- "It's a Jungle Out Here" - The Rugrats - 3:11
- "Changing Faces" - E.G. Daily - 3:42
- "Island In The Sun"- Weezer - 3:54
- "Better Beware" - Lisa Marie Presley - 4:45